# Oaks d'Italie
Les Oaks d'Italie est une course hippique de plat se déroulant au mois de juin sur l'Hippodrome de San Siro, à Milan (Italie).
Classée Groupe 1 jusqu'en 2006, (Groupe II depuis), elle est réservée aux pouliches de 3 ans et s'est courue sur 2.400 mètres jusqu'en 2004, avant de passer à 2 200 mètres. En 2006, l'allocation était de 440 000 €.

## Palmarès 1988-2006
| Année | Vainqueur         | Pays        | Père            | Jockey               | Entraîneur          | Propriétaire                | Temps   |
| ----- | ----------------- | ----------- | --------------- | -------------------- | ------------------- | --------------------------- | ------- |
| 2006  | Dionisia          | Italie      | Tejano Run      | Christophe Soumillon | Riccardo Menichetti | Scuderia Razza dell'Olmo    | 2'14"50 |
| 2005  | Gyreka            | Allemagne   | Kallisto        | Adrie de Vries       | Hans Blume          | Gestüt Röttgen              | 2'15"70 |
| 2004  | Menhoubah         | Royaume-Uni | Dixieland Band  | Darryll Holland      | Clive Brittain      | Saeed Manana                | 2'15"10 |
| 2003  | Meridiana         | Allemagne   | Lomitas         | Andreas Suborics     | Hans Blume          | Stall Lucky Owner           | 2'15"40 |
| 2002  | Guadalupe         | Allemagne   | Monsun          | Kieren Fallon        | Peter Schiergen     | Baron Georg von Ullmann     | 2'17"30 |
| 2001  | Zanzibar          | Royaume-Uni | In The Wings    | Michael Fenton       | Michael Bell        | Gilly Rowland Clark         | 2'16"50 |
| 2000  | Timi              | Italie      | Alzao           | Mirco Demuro         | Lorenzo Brogi       | Allevamento La Nuova Sbarra | 2'16"10 |
| 1999  | Nagoya            | Allemagne   | Goofalik        | Fernando Jovine      | Hans Blume          | Gestüt Röttgen              | 2'13"80 |
| 1998  | Zomaradah         | Royaume-Uni | Deploy          | Walter Swinburn      | Luca Cumani         | Mohammed Obaid Al Maktoum   | 2'23"50 |
| 1997  | Nicole Pharly     | Italie      | Pharly          | Frankie Dettori      | Alberto Verdesi     | Scuderia Blue Horse         | 2'15"50 |
| 1996  | Germignana        | Italie      | Miswaki Tern    | Marco Cangiano       | Luigi Camici        | Allevamento Gialloblu       | 2'18"90 |
| 1995  | Valley of Gold    | France      | Shirley Heights | Sylvain Guillot      | André Fabre         | Cheikh Al Maktoum           | 2'19"10 |
| 1994  | Shahmiad          | Italie      | Alleged         | Fernando Jovine      | Valfredo Valiani    | Scuderia Magu               | 2'35"90 |
| 1993  | Bright Generation | Royaume-Uni | Rainbow Quest   | Alan Munro           | Paul Cole           | Prince Fahd bin Salman      | 2'30"30 |
| 1992  | Ivyanna           | Irlande     | Reference Point | Christy Roche        | Jim Bolger          | Mrs Ogden White             | 2'29"80 |
| 1991  | Possessive Dancer | Italie      | Shareef Dancer  | Walter Swinburn      | Alex Scott          | Ahmed Al Maktoum            | 2'28"60 |
| 1990  | Atoll             | Royaume-Uni | Caerleon        | Gary W. Moore        | Barry Hills         | Antonio Balzarini           | 2'28"90 |
| 1989  | Nydrion           | Italie      | Critique        | Marco Paganini       | Lorenzo Brogi       | Scuderia Cieffedi           | 2'30"80 |
| 1988  | Melodist          | Royaume-Uni | The Minstrel    | Walter Swinburn      | Michael Stoute      | Cheikh Al Maktoum           | 2'33"80 |